# Strombus gracilior
Strombe du Pacifique oriental
Espèce
Strombus gracilior, communément appelé le Strombe du Pacifique oriental, est une espèce de mollusques gastéropodes de la famille des Strombidae.

## Description
La longueur de la coquille varie entre 40 mm et 95 mm, la largeur peut atteindre 50 mm. La haute spire est couverte d'épines subsuturales ou de nœuds pointus sur l'épaule des verticilles. La couleur de la coquille est jaunâtre à brun jaunâtre, interrompue au milieu par une bande plus claire. L'ouverture et la grande lèvre extérieure sont blanches bordées de brun-orange. La coquille est recouverte d'un périostracum fin, recouvert de cornes.
La Strombus pugilis de la mer des Caraïbes et du golfe du Mexique est une espèce similaire dans la sculpture de la coquille et dans les caractères morphologiques internes.

## Phylogénie
Les relations phylogénétiques entre les Strombidae ont été principalement étudiées à deux occasions, en utilisant deux méthodes distinctes. Dans une monographie de 2005, Simone a proposé un cladogramme (un arbre de descendance) basé sur une analyse morpho-anatomique approfondie des représentants des Aporrhaidae, Strombidae, Xenophoridae et Struthiolariidae. Cependant, selon Simone, seuls Strombus gracilior, Strombus alatus et Strombus pugilis, l'espèce type, restaient au sein de Strombus. Dans le cladogramme de Simone, ces trois espèces constituaient un groupe distinct basé sur au moins cinq synapomorphies (traits partagés par deux taxons ou plus et leur ancêtre commun le plus récent). Les autres taxons étaient auparavant considérés comme des sous-genres, et ont été élevés au niveau de genre par Simone à la fin de son analyse.
Dans une approche différente, Latiolais et ses collègues (2006) ont proposé un autre cladogramme qui tente de montrer les relations phylogénétiques de 34 espèces au sein de la famille des Strombidae. Les auteurs ont analysé 31 espèces du genre Strombus et trois espèces du genre allié Lambis. Le cladogramme était basé sur les séquences d'ADN des régions nucléaires de l'histone H3 et des régions mitochondriales du gène codant pour la protéine cytochrome-c oxydase I. Dans cette phylogénie proposée, Strombus pugilis, Strombus alatus, Strombus granulatus et Strombus gracilior sont étroitement liés et semblent partager un ancêtre commun.

## Répartition
Strombus gracilior se rencontre dans le Pacifique est, depuis la Californie jusqu'à l'Équateur.